# Ǵavato (Bogdanci)
Ǵavato (en macédonien Ѓавато) est un village du sud-est de la Macédoine du Nord, situé dans la commune de Bogdanci. Le village comptait 438 habitant en 2002.

## Démographie
Lors du recensement de 2002, le village comptait :
- Macédoniens : 418
- Serbes : 12
- Turcs : 6
- Autres : 2